# Скляр Григорій Михайлович
Григорій Михайлович Скляр (10 січня 1906, Шевченкове — 22 липня 1980, Бобруйськ) — радянський офіцер, учасник німецько-радянської і радянсько-японської воєн, Герой Радянського Союзу (1943).

## Біографія
Народився 29 грудня 1905 року (10 січня 1906 року за новим стилем) у селі Кирилівці (нині село Шевченкове Звенигородського району Черкаської області) в селянській родині. Українець. В 1928 році закінчив 9 класів середньої школи, в 1929 році — 1-й курс Київського політехнічного інституту. Працював секретарем райкому комсомолу.
У Червоній армії з 1929 року. Член ВКП(б) з 1930 року. Закінчив інженерне училище. У 1941 році — Харківську інтендантської академію Червоної Армії. На фронті у німецько-радянську війну з 1941 року. Брав участь у боях під Новоград-Волинським, Житомиром, Сталінградом, на Курській дузі.
Відзначився у битві за Дніпро. Командуючи 9-м окремим понтонно-мостовим батальйоном 60-ї армії Воронезького фронту підполковник Скляр 25—26 вересня 1943 року в районі сіл Окунінового і Старого Глібова (колишні села Козелецького району Чернігівської області) вміло і своєчасно організував переправу і цілодобово керував нею. Коли на одному з понтонів загинула обслуга, Скляр сам встав за кермове управління і привів понтон на правий берег Дніпра.
Указом Президії Верховної Ради СРСР від 17 жовтня 1943 за мужність, відвагу і героїзм, проявлені в боротьбі з німецько-фашистськими загарбниками, підполковнику Скляру Григорію Михайловичу присвоєно звання Героя Радянського Союзу з врученням ордена Леніна і медалі «Золота Зірка» (№ 3037).
Закінчив війну в Берліні. Учасник війни з Японією. Після війни продовжував службу в Радянській армії. З 1956 року полковник Г. М. Скляр — у відставці.
Жив у місті Бобруйську Могильовської області Білорусі. Працював у будівельному управлінні.
Помер 22 липня 1980. Похований на міському кладовищі в Бобруйську.

## Відзнаки
Нагороджений орденом Леніна, двома орденами Червоного Прапора, орденами Суворова 3-го ступеня, Червоної Зірки, медалями.